# Вељко Јанковић (каменорезац)
Вељко Јанковић (1852−1915) био је каменорезац из Љутица (Општина Пожега). Родоначелник народног каменореза на простору јужне подгорине Маљена.
Израђивао је надгробне споменике и крајпуташе широм Пожешког и Црногорског среза од 1885, па до помора тифуса након Колубарске битке 1915.

## Живот
Вељко Јанковић потомак је старе  породице Васовић из Колашина. Иако за оно време имућан, „промућурност и занаџијска довитљивост су га упутиле на додатну зараду”. Временом је израстао у цењеног и траженог мајстора.
Са супругом Јерином Вељко је имао петорицу одралих синова: Војислава, Павла, Момчила, Стојана и Радосава. Каменорезом су се, заједно са оцем, успешно бавила два најстарија, Војислав и Павле.
...Али су им Балкански и Први светски рат свима заувек ућуткали куцаје длета. Синови, као војници Десетог пука, изгинули и помрли, а отац пресвиснуо, више од превелике туге него од грозничаве врућице - пегавог тифуса. Зла судбина младих Чаброваца најбоље сведочи како су ратови зацрнили Србијом. За четири године пропаде у вихору ратовања из Јанковића породице и старешина и дом и сав његов мушки пунолетни пород.
Вељко Јанковић умро је почетком 1915. када му је „срце препукло” за Павлом који је преминуо у пожешкој болници, не слутећи да ће до краја године страдати и два преостала сина. Остала је само Јерина са унуцима - да им спомен подигне.
Ипак, каменорезачка „врежа” Јанковића није се прекинула. Клесањем је наставио да се бави Вељков унук од најстаријег сина Војислава, Љубиша, а након њега и праунук Веселин.

Споменик Вељку Јанковићу (†1915) и синовима Војиславу (†1912), Павлу (†1915), Момчилу (†1913) и Стојану (†1915) (Љутице, Јанковића гробље)
Овде почива тело
ВЕЉКА ЈАНКОВИЋА
бившег каменоресца из Љутица.ѕ
Живео је часно и поштено 63 год,
а умро 25. фебруара 1915. год.
Спомен подиже жена Јерина
са унуцима:
И сина му
ВОЈИСЛАВА ЈАНКОВИЋА
[борца] 4 чете 2 баталиона Х пука.
Живијо 35 год. а умро код Љум Куле
у болници 15. новембра 1912.
Спомен подигоше жена Станимирка
и синови Живота и Љубиша:
Овде почива
ПАВЛЕ ЈАНКОВИЋА
[борац] 4 чете 2 баталиона Х пука.
Живео је 32. год.
а умро је 14. јануара 1915.
у болници у Пожези.
Спомен подигоше
жена Даринка
и синови Драгослав и Антоније:
МОМЧИЛО ЈАНКОВИЋ
[борац] 4 чете 2 баталиона Х пука.
Живео 25 год.
а погибе 18ог јуна 1913. год.
на Дренку.
СТОЈАН ЈАНКОВИЋ
[борац] митраљез. оделења Х пука.
Живео је 22 год.
а умро је 28. децембра 1915. год
у Албанији.
Спомен подиже Јерина
са унуцима.

Споменик Јерини Јанковић (†1928) и сину Радосаву (†1915) (Љутице, Јанковића гробље)
Овде почива
РАДОСАВ
син Вељка и Јерине Јанковић
Поживи 22 год.
Као регрут погибе
у Светском рату
у најлепшем цвету
своје младости
за слободу и Отаџбину
6. окт. 1915. год.
Овде почива тело
ЈЕРИНЕ
жене пок. Вељка Јанковића
Поживи 70 год. часно и поштено
а умре 26. јан. 1928. год.
Спомен подигоше чичи и баби
Живота, Љубиша, Драго и Антоније,
снаје Цаја и Даринка и
сестра Миломирка:

## Дело
Вељко Јанковић надгробно спомење израђивао од беличастог, ситнозрног „кабларца”. У његовим рукорадима, нарочито изради фигура, евидентан је утицај каменоресца Јосифа Симића Теочинца. Људске ликове је моделовао је барељефно, можда и нешто боље од Јосифа: углађеније, нежније, продуховљеније. Најбоља остварења свакако су прикази младих мајки, помрлих заједно с тек рођеним чедима, које наликују приказима „страстне” Богородице са икона и фресака.
Фигуре су природнијих пропорција. Већина мушких ликова има по неки „особен знак” или предмет који ближе одређује његову професију и имовински статус. Израдио је и неколико фигура коњаника, који плене „наивистичким” приказом.
Надгробнике је украшавао религиозним симболима и флоралном орнаментиком. Рукопис му је леп и читак, а као и други мајстори тог доба, споменике бојио. Осим црне и беле, користио је тамно плаву, „цигласто” црвену и жућкастозелену.
На споменицима понекад се потписивао: „Писа Вељко Јанковић”, „Изради Вељко Јанковић из Љутица”, „Изради Вељко Јанковић и синови”.
По мајсторству израде, ликовним елементима и стилско-композиционим решењима, Вељко Јанковић уздигао се до најбољег  каменоресца пожешко-косјерићког краја. Извршио је утицај на клесарско дело својих синова - Војислава и Павла и неколико млађих мајстора, од којих је свакако најпознатији Пантелија Драгутиновић из Каленића.

## Епитафи
Крајпуташ Јанку Павловићу (†1885) (Богданица)
ЈАНКО ПАВЛОВИЋ
из Богданице
живијо 26 г.
а погибе 4-ог новембра 1885. г.
у српскобугарскоме рату
на Владисавцима
бранећи српску отаџбину
осташе му кости на бојном пољу.
Овај путни спомен сподиже
његова једина ћерка Љепосава
са своим мужем Илијом Радовановића
из Тометина поља
у 1907. г.
Изради Вељко Јанковић
из Љутица и син.

Споменик писару Тихомиру Филиповићу (†1895) (Душковци)
Пред овим споменом почива
ТИХОМИР ФИЛИПОВИЋ
бив. Писар
општине душковачке,
кои поживи 26 г. свог живота.
Својом науком
са сваким лепо поживи
и полага труд за народне
и државне интересе.
У томе звању
погибе изненадно од хајдука
у мекани душковачкој
на Други Васкрс
ове 1895. г.

Обележје Војину Петковићу (†1896) (Богданица)
Овде одморене кости
и тело упокојеног
ВОИНА ПЕТКОВИЋА
из Богданице
пратећи тужно у гробље
Који поживијо радно
35 г свог живота
У најљепше доба
ожалости мајку
17 августа 1896.
Бог да му душу прости
Мајка Василија
и његови синови
Миленко Драгиша Станиша и Велисав
и њег супруга Милоика
да им срц жалост прође.